# インドネシアの法務人権大臣一覧

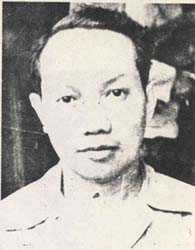
スポモは1945年8月19日から11月14日にかけて初代法務大臣を務めた。

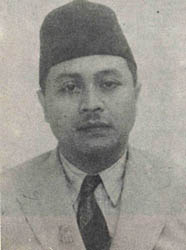
アブドゥル・ガファー・プリンゴディグドは1950年1月21日から9月6日にかけて務めた

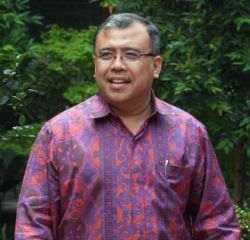
パトリアリス・アクバルは2009年10月22日から2011年10月19日にかけて務めた。

本項では、インドネシアの法務人権大臣（Menteri Hukum dan Hak Asasi Manusia）を一覧する。法務人権大臣は、インドネシアの法務人権省を所管する大臣である。
最初の法務人権大臣はスポモで1945年8月19日就任。最も直近に選出された法務人権大臣はヤソナ・ラオリーで2014年10月27日就任。最も長い期間、大臣職を務めた法務人権大臣はイスマイル・サーレハで、1983年3月19日から1993年3月17日まで約10年間務めた。最も短い期間、大臣職を務めた法務人権大臣はマルシラム・シマンジュンタクで、2001年6月2日から20日までの僅か18日務めた。

## 歴史
法務大臣（Menteri Kehakiman）は、1945年通過法案第2号が公布された際に、法務省とともに設置された役職である。インドネシア独立宣言の2日後となる1945年8月19日、最初の法務大臣にスポモが就任。ソエポモは高等宗教裁判所、市民裁判所、最高裁判所、1945年10月1日以降からは検察庁などの組織の所管も行っていた。1946年、高等宗教裁判所の管轄が法務大臣から宗教大臣になった。
1964年10月31日に可決された1964年通過法案第19号によって、裁判所制度は一般裁判所、宗教裁判所、行政裁判所、軍事裁判所の4つに分割された。1965年、1965年通過法案第13号の成立により、民事裁判制度は下級裁判所、上級裁判所、最高裁判所の3段階に分けられることが宣言された。

## 職務
法務人権省の長として、法律および人権問題の解決に向け行動を行い、大統領に必要な情報を提供することを任務とする職となっている。

## 大臣一覧
| #    | 肖像                  | 氏名                                   | 内閣                                   | 就任日-退任日                   | 備考                         | Ref.  |
| ---- | --------------------- | -------------------------------------- | -------------------------------------- | ------------------------------- | ---------------------------- | ----- |
| 1    |                       | スポモ                                 | 大統領内閣                             | 1945年8月19日 - 1945年11月14日  | 「法務大臣」として就任       | [ 1 ] |
| 2    |                       | スワンディ                             | 第1次シャフリル内閣                    | 1945年11月14日 – 1946年3月12日  |                              | [ 1 ] |
| 2    | 第2次シャフリル内閣   | スワンディ                             | 1946年11月14日 – 1946年10月2日         | [ 1 ]                           |                              |       |
| 3    |                       | スサント・ティルトプロジョ             | 第3次シャフリル内閣                    | 1946年10月2日 – 1947年6月26日   | [ 1 ]                        |       |
| 3    | 第1次サラフディン内閣 | スサント・ティルトプロジョ             | 1947年7月3日 – 1947年11月11日          | [ 1 ]                           |                              |       |
| 3    | 第2次サラフディン内閣 | スサント・ティルトプロジョ             | 1947年11月11日 – 1948年1月29日         | [ 1 ]                           |                              |       |
| 3    | 第1次ハッタ内閣       | スサント・ティルトプロジョ             | 1948年1月29日 – 1949年8月4日           | [ 1 ]                           |                              |       |
| *    |                       | ルクマン・ハーキム                     | シャフルディン臨時内閣                 | 1948年12月19日 – 1949年7月13日  | [ 1 ]                        |       |
| (3)  |                       | スサント・ティルトプロジョ             | 第1次ハッタ内閣                        | 1949年8月4日– 1949年12月20日    | [ 1 ]                        |       |
| (1)  |                       | スポモ                                 | インドネシア連邦共和国内閣             | 1949年12月20日 – 1950年9月6日   | [ 1 ]                        |       |
| (3)  |                       | スサント・ティルトプロジョ             | スサント内閣                           | 1949年12月20日 – 1950年1月21日  | [ 1 ]                        |       |
| 4    |                       | アブドゥル・ガファー・プリンゴディグド | ハリム内閣                             | 1950年1月21日 – 1950年9月6日    | [ 1 ]                        |       |
| 5    |                       | ウォンソネゴロ                         | ナシール内閣                           | 1950年9月6日 – 1951年4月27日    | [ 1 ]                        |       |
| 6    |                       | モハマド・ヤミン                       | ソキマン内閣                           | 1951年4月27日 – 1952年4月3日    | [ 1 ]                        |       |
| 7    |                       | ルクマン・ウィリアディナタ             | ウィロポ内閣                           | 1952年4月3日 – 1953年7月30日    | [ 1 ]                        |       |
| 8    |                       | ジョディ・ゴンドクスモ                 | 第1次サストロアミジョヨ内閣            | 1953年7月30日 – 1955年8月12日   | [ 1 ]                        |       |
| (7)  |                       | ルクマン・ウィリアディナタ             | ハラハップ内閣                         | 1955 年8月12日– 1956年3月24日   | [ 1 ]                        |       |
| 9    |                       | モエルジャトノ                         | 第2次サストロアミジョヨ内閣            | 1956年3月24日 – 1957年4月9日    | [ 1 ]                        |       |
| 10   |                       | グスタエフ・A・マエンコム              | カルタウィジャヤ内閣                   | 1957年4月9日 – 1959年7月10日    | [ 1 ]                        |       |
| 11   |                       | サハルジョ                             | 第1次作業内閣                          | 1959年7月10日 – 1960年2月18日   | [ 1 ]                        |       |
| 11   | 第2次作業内閣         | サハルジョ                             | 1960年2月18日 – 1962年3月6日           | [ 1 ]                           |                              |       |
| 11   | 第3次作業内閣         | サハルジョ                             | 1962年3月6日 – 1963年11月13日          | [ 1 ]                           |                              |       |
| 12   |                       | アスタラウィナタ                       | 第4次作業内閣                          | 1963年11月13日 – 1964年8月27日  | [ 1 ]                        |       |
| 12   | 第1次ドヴィコラ内閣   | アスタラウィナタ                       | 1964年8月27日 – 1966年3月28日          | [ 1 ]                           |                              |       |
| 13   |                       | ウィルジョノ・プロジョディコロ         | 第2次ドヴィコラ内閣                    | 1966年3月28日 – 1966年7月25日   | [ 1 ]                        |       |
| 14   |                       | ウマル・セノ・アジ                     | 第1次アンペラ内閣                      | 1966年7月25日 – 1967年10月17日  | [ 1 ]                        |       |
| 14   | 第2次アンペラ内閣     | ウマル・セノ・アジ                     | 1967年10月17日 – 1968年6月6日          | [ 1 ]                           |                              |       |
| 14   | 第1次スハルト内閣     | ウマル・セノ・アジ                     | 1968年6月6日 – 1973年3月28日           | [ 1 ]                           |                              |       |
| 15   |                       | モフタル・クスマアトマジャ             | 第2次スハルト内閣                      | 1973年3月28日 – 1978年3月29日   | [ 1 ]                        |       |
| 16   |                       | ムジョノ                               | 第3次スハルト内閣                      | 1978年3月29日 – 1981年2月9日    | [ 1 ]                        |       |
| 17   |                       | アリ・サイード                         | 第3次スハルト内閣                      | 1981年2月9日 – 1983年3月19日    | [ 1 ]                        |       |
| 18   |                       | イスマイル・サーレハ                   | 第4次スハルト内閣                      | 1983年3月19日– 1988年3月21日    | 最も長い期間 務めた          | [ 1 ] |
| 18   | 第5次スハルト内閣     | イスマイル・サーレハ                   | 1988年3月21日 – 1993年3月17日          | [ 1 ]                           | 最も長い期間 務めた          |       |
| 19   |                       | オエトジョ・オエスマン                 | 第6次スハルト内閣                      | 1993年3月17日 – 1998年3月16日   |                              | [ 1 ] |
| 20   |                       | ムラディ                               | 第6次スハルト内閣                      | 1998年3月16日 – 1998年5月21日   | [ 1 ]                        |       |
| 20   | 第7次スハルト内閣     | ムラディ                               | 1998年5月23日 – 1999年10月20日         | [ 1 ]                           |                              |       |
| 21   |                       | ユスリル・イザ・マヘンドラ             | ワヒド内閣                             | 1999年10月23日 – 2001年2月7日   | 職名が「法務立法大臣」になる | [ 1 ] |
| 22   |                       | バハルディン・ロパ                     | ワヒド内閣                             | 2001年2月9日 – 2001年6月2日     |                              | [ 1 ] |
| 23   |                       | マルシラム・シマンジュンタク           | ワヒド内閣                             | 2001年6月2日 – 2001年6月20日    | 最も短い期間 務めた          | [ 1 ] |
| 24   |                       | モハマッド・マフッド                   | ワヒド内閣                             | 2001年6月20日 – 2001年8月9日    |                              | [ 1 ] |
| (21) |                       | ユスリル・イザ・マヘンドラ             | スカルノプトゥリ内閣                   | 2001年8月10日 – 2004年10月20日  | 職名が「法務人権大臣」になる | [ 1 ] |
| 25   |                       | ハミド・アワルディン                   | 第1次ユドヨノ内閣                      | 2004年10月21日 – 2007年5月7日   |                              | [ 1 ] |
| 26   |                       | アンディ・マッタラワ                   | 第1次ユドヨノ内閣                      | 2007年5月7日 – 2009年10月20日   | [ 1 ]                        |       |
| 27   |                       | パトリアリス・アクバル                 | 第2次ユドヨノ内閣                      | 2009年10月22日 – 2011年10月19日 | [ 1 ]                        |       |
| 28   |                       | アミル・シャムスディン                 | 第2次ユドヨノ内閣                      | 2011年10月19日 – 2014年10月20日 | [ 1 ]                        |       |
| 29   |                       | ヤソナ・ラオリー                       | 第1次ウィドド内閣 インドネシア前進内閣 | 2014年10月27日 – 2024年08月19日 | [ 4 ] [ 5 ]                  |       |
| 30   |                       | スプラトマン・アンディ・アグタス       | インドネシア前進内閣                   | 2024年08月19日 – 2024年10月20日 |                              |       |
| 31   |                       | ユスリル・イザ・マヘンドラ             | メラプティ内閣                         | 2024年10月20日 - 現職           |                              |       |